# フィリピン麻薬戦争
フィリピン麻薬戦争（フィリピンまやくせんそう）は、フィリピンのロドリゴ・ドゥテルテ政権によって始められた麻薬撲滅のためのキャンペーンである。
フィリピン政府によるとこのキャンペーンで麻薬汚染の改善が進んでいるが、人権団体などは警察や正体不明の犯人によって超法規的殺人や即決処刑が行われているとして批判してきた。2016年のドゥテルテの大統領就任から2022年5月までに殺害された麻薬容疑者は、政府公式発表で6252人であるが、国際刑事裁判所（ICC）は2016年7月から2019年3月までの間に12000人から30000人が犠牲になったと推定している。
ドゥテルテは大統領就任前から、フィリピンが麻薬国家になる危険があると警告し、違法薬物との戦いが容赦ないものになると述べていた。大統領就任の演説では、国民に麻薬中毒者を殺害するよう促した。警察が非武装の麻薬容疑者をその場で処刑し、銃や麻薬を現場に置いて犯行現場を偽装していると報じられているが、当局は警察による超法規的殺人を否定している。
2022年、ドゥテルテはフィリピン大統領選挙で勝利し後任となったボンボン・マルコスに「彼なりの方法で」麻薬戦争を続けるよう促した。マルコスは反麻薬キャンペーンを続けるが、ドゥテルテとは異なり予防と更生に力を入れるとした。

## 背景
地理的要因から国際的な麻薬シンジケートは違法な麻薬取引の拠点としてフィリピンを利用してきた 。運び屋を使って違法薬物を他国へ密輸する地元のギャングなども存在する。1990年代にはアメリカが主導する麻薬戦争の一時的な舞台になり、麻薬取締局が独自の作戦を行ったこともあったが、アメリカの報告書によれば、2010年だけでフィリピンにおける違法薬物の取引は64億ドルから84億ドルに上ると推定されている。
1988年、ドゥテルテはダバオ市長に選出され、その後通算7期を務めることになる。市長就任直後から麻薬密売組織の撲滅を掲げ、翌年には麻薬シンジケートの主要メンバー30人の名前を公開するとともに、反麻薬キャンペーンに乗り出すことを宣言した。人権団体によるとダバオ市において1998年以降、1000人を超えるストリートチルドレンや軽犯罪者、薬物使用者が殺害された。ヒューマン・ライツ・ウォッチは2009年の報告書で、現役もしくは退職警察官が暗殺部隊に標的の名前や写真を提供していたと報告している。殺害はダバオ・デス・スクワッドと呼ばれる自警団によって行われ、市長在任中のドゥテルテが関与・殺害の指示をしていた疑いがある。ドゥテルテは殺人への関与について、認めたり否定したりしているが、『タイム』は「少なくとも市長は暗殺部隊が処罰されることなく自由に活動できる空気を作り出した」と指摘した。

## 経過

### ドゥテルテ政権下
2016年6月30日の大統領就任式後の演説で、ドゥテルテは国民に犯罪容疑者や麻薬中毒者を殺害するよう促した。また、警察には射殺するよう命じ、麻薬の売人の遺体に報奨金を出すと述べた。なお、ドゥテルテの就任前から麻薬常習者や密売人の自首が相次いでいた。7月3日、警察はドゥテルテの大統領就任以来、麻薬密売人30人を殺害したと発表した。7月9日、政府は批判に対し、人権侵害が行われている証拠を示すよう求めた。

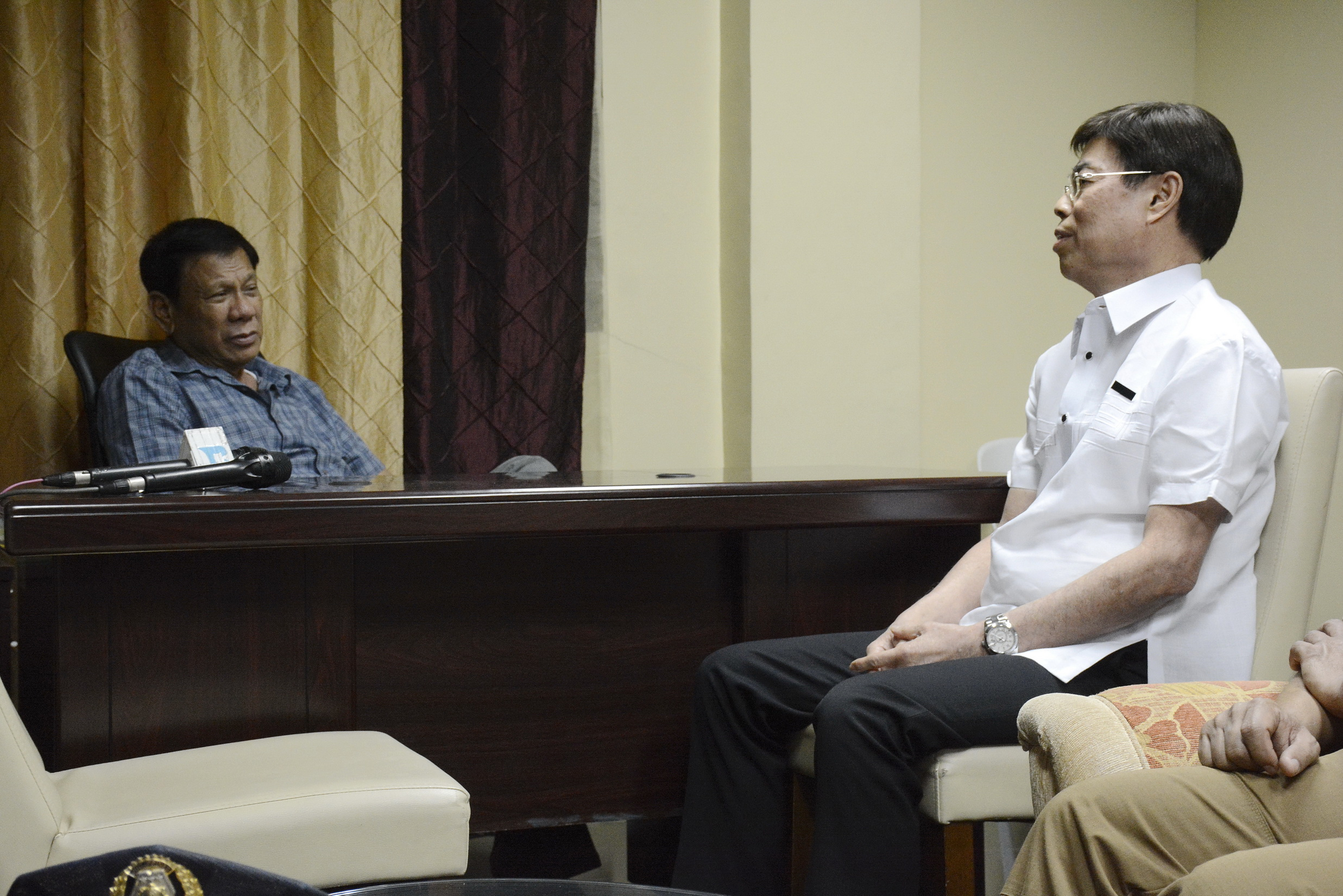
面談の様子。右がピーター・リム。

7月15日、ドゥテルテは麻薬取締局で実業家のピーター・リムと面談し、対面で殺害すると脅迫した。翌日には政府がリムを「フィリピンで違法な麻薬密売に手を染める3人の麻薬王の一人」とする題をつけた面談の動画をYouTubeに公開した。リムはその麻薬密売人が同姓同名の別人であり、自身は殺害予告などを受けて憔悴していると述べた。
8月1日、ドゥテルテがローランド・オニック・エスピノサと息子ケルウィンに24時間以内の投降を呼びかけた。当時オニックはアルブエラ町長を務めており、ケルウィンは麻薬密売人らの武装集団をつくって気に食わない市民を射殺するなど町を支配していた。オニックは自首するが11月5日に獄中で殺害され、ケルウィンは国外逃亡後逮捕された。8月3日にはドゥテルテがシナロア・カルテルや三合会がフィリピンの麻薬取引に関与していると述べ、7日の演説で地方政治家や警察官、裁判官、軍人を含む150人以上の麻薬に関わっているとされる人物の名前を公表した。翌8日、アメリカが超法規的殺人に懸念を表明した。国連の人権専門家も同月に「暴力と殺人の扇動に相当し、国際法違反の犯罪だ」と批判した。
9月、ドゥテルテがアメリカ大統領バラク・オバマ（当時）を「売春婦の息子」と表現した。東南アジア諸国連合首脳会議でドゥテルテと会談する予定であったオバマは麻薬戦争を取り上げると表明しており、これに反発したものである。この発言を受けてアメリカは会談をキャンセルした。
10月、パンパンガ州で韓国人ビジネスマンのジ・イクジュが家政婦とともに麻薬犯罪捜査部門の警察官によって拉致され、国家警察本部内で殺害された。2017年1月29日、治安部門のトップらを招集し緊急会議を開いた。国防相デルフィン・ロレンザーナによるとこの会議でドゥテルテは「麻薬対策部門を一つ残らず解散することを命じる」と述べ、フィリピン麻薬取締庁が軍の支援を受けながら麻薬取り締まりにあたることを決定した。翌30日、フィリピン警察は麻薬戦争の一時停止を表明し、国家警察の長官ロナルド・デラロサはドゥテルテから「まずは組織を浄化するよう」命じられたと語った。
2017年1月29日、ドゥテルテは記者会見で「3月という期限は無効だ」と述べ、自身の大統領任期終了（2022年）まで麻薬戦争を延長する考えを示した。開始当初は麻薬戦争の期限を2016年12月までと表明していたが、既に3月まで延長していた。2017年8月16日、これまでの取り締まりの中で1日として最も多い32人が死亡した。翌17日、麻薬の運び屋と疑われた17歳の少年キアン・デロス・サントスが殺害された。防犯カメラには武器を持っていないサントスが警察官2人に力ずくで引きずられる様子が映っており、サントスが抵抗して発砲したという警察による説明と食い違っていた。この殺害は世論の反発を招き、麻薬戦争に抗議する単独のデモとして最大規模となる3000人が参加するデモ行進が行われた。
2019年6月末、3歳の女児マイカ・ウルピナが警察の家宅捜索中に銃弾を受け、これまでで最も幼い犠牲者となった。警察は麻薬密売の疑いがあった父親がマイカを盾にしたとしているが、母親は家族は就寝中であったと否定している。7月11日、国連人権理事会がフィリピンの人権状況についての報告書提出を義務付け、特に超法規的殺人や強制失踪、恣意的な逮捕の調査を求める決議を採択した。

### ボンボン・マルコス政権下
内務自治省大臣のベンハー・アバロス・ジュニアや下院議長マーティン・ロムアルデスなどの麻薬戦争支持者は、マルコス政権下の作戦が「無血」であったと述べた。一方、フィリピン大学第三世界研究センターのダハス・プロジェクトはマルコス就任の初年で342人が殺害されたと報告した。

## 死亡者数と失踪
政府公式には、2022年3月時点で6229人が死亡したとされている。メディアや人権団体は死者が12000人を超えると指摘しており、上院議員アントニオ・トリリャネスは内務自治省の報告書を引用して2万人以上が殺害されたと主張した。また初年だけで54人の子どもが犠牲になっている。Families of Victims of Involuntary Disappearances（FIND）は、ドゥテルテ政権下で発生し同団体が検証した50件の失踪のうち、24件が麻薬戦争に関連していたと述べている。
一方、法執行機関側には政府発表によると、2017年11月27日までに86人の死者と226人の負傷者が出ている。国家警察とその長官アルバヤルデによると2019年までに警察官50人が死亡、144人が負傷した。

## 子ども・貧困層の犠牲

### 子どもの犠牲・被害
子どもの権利に関する非政府組織は2016年7月から2018年11月の間に、101人の子どもが麻薬戦争で犠牲になったと報告した。政府当局は子どもの殺害を「巻き添え被害」と呼んできた。また、ヒューマン・ライツ・ウォッチによると、命の危険を感じ家と家族を離れなければならなかった子どもや、保護者を殺害されたことでさらなる貧困やトラウマ、学校でのいじめに苦しんでいる子どもがいる。

### 貧困層の犠牲
アムネスティ・インターナショナルの危機対応担当ディレクター（当時）のティラナ・ハッサンは「これは麻薬戦争ではなく、貧困層への戦争である」と表現している。朝日新聞は麻薬取引の「超大物」が殺害されることは珍しく、犠牲者のほとんどが貧困層であるといわれていると報じている。ダバオ市で息子4人を立て続けに殺害された女性も「麻薬犯罪対策はいいが、殺されるのは弱いものばかりだ」と指摘している。一方で、貧困層・最貧困層の国民の9割近くが麻薬戦争を支持している。

## 非国家組織の支援
麻薬戦争は反政府組織や自警団による支援を受けてきた。フィリピン共産党（CPP）とその軍事組織新人民軍（NPA）は当初、政府に協力し、その後2016年8月に「反人民的、反民主的になっている」として支援を取りやめた。しかし政府によるキャンペーンからは独立して、麻薬容疑者の逮捕や武装解除などの行動を続けるとしている。
政府と停戦中の反政府組織モロ・イスラム解放戦線は2017年7月に政府との議定書に署名し、反政府組織のキャンプに避難している麻薬容疑者を逮捕し引き渡すことを約束した。同時に、反政府組織が支配する地域で政府が反麻薬作戦を行うことを認めるとした。

## 調査

### フィリピン国内
2016年8月22日、フィリピン国会上院の司法・人権委員会が、麻薬戦争における超法規的殺人と警察の作戦についての調査を開始した。3度の公聴会の後の9月19日、上院は委員会の長であるレイラ・デ・リマを解任し、ディック・ゴードンが新しく委員長に就任した。
フィリピンの法執行機関は2017年3月2日、麻薬戦争の広報とデータの公表のために「#RealNumbersPH」を立ち上げた。

### ICCによる調査
フィリピンの弁護士ジュード・サビオが2017年4月24日、ドゥテルテらをICCに告発した。ドゥテルテがダバオ市長に就任して以来、8000人以上が死亡し、大量殺人が行われているとした。フィリピン政府は疑惑を否定したが、翌年にICCが人道に対する罪を理由に予備調査を開始した。翌2019年、これに反発したフィリピン政府がICCを脱退した。2021年9月15日、ICCは人道に対する罪に足る「合理的な根拠」があるとして本格的な調査の実施を許可した。2025年3月9日、フィリピン大統領府はドゥテルテに対し逮捕状が発行されたことを明らかにした。当時ドゥテルテは香港に滞在中であり、政治集会の演説の中で逮捕は仕方ないとしながらも、国家と子どものためにやったことと主張した。2日後の11日、フィリピン大統領府は国際刑事警察機構(ICPO)を通じて受け取ったICCの逮捕状に基づき、ドゥテルテを首都マニラの空港で逮捕したと発表。空港近くの基地に身柄を移された。